# Офисная мебель
Офисная мебель (мебель для административных помещений) — мебель для оснащения кабинетов, контор, офисов и бюро, где работу выполняют один и более человек, преимущественно сидя за столом, с использованием средств связи, чертежной, компьютерной, копировально-множительной и другой оргтехники. Основная функциональная составляющая любого рабочего интерьера. По своим эксплуатационным признакам она относится к категории малых архитектурных форм, ориентированных на создание максимально комфортной деловой среды.

## Классификация
Офисная мебель делится на комплектную (офисные гарнитуры и наборы), и штучную (единичные предметы мебели). Комплект офисной мебели состоит из предметов, решённых в едином декоративно-композиционном ключе и произведённых из комбинации одних и тех же натуральных и искусственных материалов. Комплектная офисная мебель включает также мебель универсальной сборки, которую монтируют из корпусных элементов и унифицированных мебельных щитов. Мебель универсальной сборки может сочетаться как по высоте, так и по ширине. Офисная мебель изготавливается из древесины, пластика, металла, стекла и различных комбинаций перечисленных материалов.
С учётом характера мебельного производства, офисная мебель бывает массовой, серийной и экспериментальной. Способ производства делит офисную мебель на столярную, прессованную, формованную, штампованную, гнутую (с применением готовых гнутоклеенных элементов) и литую (из пластика либо металла). Офисная мебель может быть как мягкой, так и жёсткой. Классификация в ту или иную сторону зависит от степени податливости мягкой части мебели под воздействием нагрузки и от величины последующей деформации мягкого настила. Жёсткая мебель для офиса как правило имеет настил не более 10 мм, или не оснащена им вовсе. Мягкая часть мебели делится на 4 категории. Офисная мягкая мебель чаще всего относится к 3-й и 4-й категориям мягкости: для отдыха в сидячем положении и для продолжительной работы.
Офисная мебель классифицируется по конструкционно-технологическим особенностям. Она бывает корпусная, неразборная и разборная, универсальной сборки, встроенная, трансформируемая, мобильная, складная и т. п. Корпусная офисная мебель подразделяется на рамочную и щитовую. Трансформируемая мебель может менять свою форму и функциональное предназначение, благодаря чему экономится площадь помещения. Встроенная офисная мебель является стационарной и составляет единое целое с офисными стенами либо перегородками. Что касается мобильной мебели, то её место дислокации может варьироваться в зависимости от желания потребителя.

## История появления и развития офисной мебели: от средневековья до наших дней
Первые образцы «офисной мебели» были обнаружены в древнеегипетских гробницах фараонов, датированных III веком до нашей эры. В погребениях нашлись обломки складных табуретов и ларцов из ценных пород древесины. Мебель, принадлежавшая фараонам, иногда служила для визирования царских указов и была богато украшена инкрустациями из драгоценных камней, золотыми пластинами и слоновой костью.
Не менее изобретательны в плане создания условий для канцелярской работы оказались древнегреческие писцы. Первым шагом, который можно считать предпосылкой к рождению письменного стола, стали гладкие деревянные пластины, на которые древние офисные работники бережно укладывали драгоценный папирус прежде, чем записать высочайшие указы. Именно греки изобрели крупные лари, в которых сочетались одновременно три функции: ложе, стул и хранилище для вещей.
Невзирая на всё вышесказанное, прямой родоначальницей офисной мебели стала всё-таки Римская империя. Ещё Юлий Цезарь для письма пользовался столом и стулом, выполненным из дерева и не очень напоминавшим современную интерпретацию мебели для офиса. Более прогрессивная мебель для документооборота была создана в XVI веке одновременно с расцветом первых мануфактур и интенсификацией развития производства. Важнейшим фактором, способствующим появлению новых модификаций мебели для офиса, стало и книгопечатанье.
Тем не менее, настоящим предшественником письменного стола, как символа офиса, стало бюро, появившееся в XVIII веке. Хотя работать за ним приходилось стоя, но несомненным преимуществом данного типа мебели считалась идеальная осанка пишущего и облечение мыслей в ёмкую письменную форму. Во второй половине XVIII века производственные отношения восходят на новый уровень — появляется массовое производство, а параллельно с этим возникают его финансовые, коммерческие, управленческие и другие офисные подразделения. Анализ и обработка производственных данных нуждается в специально подготовленных служащих, то есть организуются бюро. Это слово теперь означает не тип деловой мебели, а уже само офисное помещение. Обустраивается подобный офис дорогостоящей мебелью ручной работы, изготовленной на заказ.
В конце XIX века, офисная мебель приобретает современные черты — максимум функциональности и минимум декора. Производство офисной мебели становится на промышленную основу, а себестоимость значительно снижается.

## Дизайн офисного интерьера: дизайн-проект и концепт-идея
Основной задачей любого офисного интерьера является не только выполнение функциональной нагрузки, но и создание имиджа успешной и преуспевающей компании, которой принадлежит данное помещение. Чтобы произвести положительное впечатление на посетителей, потенциальных клиентов и деловых партнёров, недостаточно сделать качественный ремонт и оснастить офисное помещение суперсовременной мебелью. Следует подойти к оформлению интерьера комплексно, то есть разработать дизайн-проект, подобрать отделку, определиться с типом офисных перегородок (если они включены в проект) и выбрать мебель, подходящую по своим функциональным, конструктивным и эстетическим особенностям.
При разработке каждого дизайн-проекта необходимо учесть, что офисные перегородки и мебель не должны мешать открытию-закрытию окон и дверей либо создавать неудобства при передвижении персонала. Предварительный эскиз дизайн-проекта исключает наиболее очевидные ошибки и промахи. Место каждой единицы офисной мебели определяется заранее в соответствии с принципами эргономики и экономичного использования полезной площади. Дизайн-проект, как правило, включает несколько рациональных интерьерных решений, имеющих различные вариации объединения офисной мебели в группы. Лучший вариант офисного дизайн-проекта гарантирует максимальную эффективность взаимодействия персонала в офисе.
В интерьерном решении офисного пространства важна также единая концепт-идея. Наряду с предпочтениями заказчика и дизайнера, осуществляется поиск компромисса между функциональностью офисного помещения и его внешней эстетикой. Функциональность разрабатываемого интерьера зависит от рода деятельности компании и характера бизнес-процессов, осуществляемых в офисе. Таким образом, проектирование интерьера стартует с разработки сценария, по которому происходит ежедневная деятельность компании в офисе. Подбираются средства взаимодействия персонала (офисная мебель и перегородки), обеспечивающие подобающий уровень делового комфорта. Концепт-идея офисного интерьера всегда должна основываться на рациональности и здравом смысле.

## Краткая терминология офисной мебели
- Директорский кабинет (кабинет руководителя) — место работы директора компании, в котором он принимает партнёров по бизнесу и проводит деловые переговоры. Мебель для кабинета руководителя содействует повышению имиджа предприятия.
- Директорское кресло (кресло руководителя) — благодаря сложному механизму регулировки, обеспечивает максимально комфортные условия для долгой и плодотворной работы, а также подчеркивает высокий статус директора.
- Офисное кресло (компьютерное кресло или стул) — кресло на колесиках, имеющее удобную форму и предназначенное для рядовых работников компании. Благодаря большому выбору существующих форм и механизмов регулировки, офисное кресло позволяет сохранить работоспособность на весь день.
- Офисное кресло для посетителей (стул для посетителей) — кресло на ножках или полозьях, имеющее удобную форму, максимально комфортное, подчеркивающее статус компании и гостя, предназначенное для размещения в приёмной комнате, а также в любых местах ожидания.
- Компьютерный стол — разновидность рабочего стола, предназначенного для оптимальной организации индивидуального делового пространства и рационального размещения оргтехники.
- Кресло для заседаний — комфортное посадочное место в зале заседаний, идентичное креслу руководителя и установленное на стационарные салазки.
- Оперативная мебель — специальная мебель, предназначенная для организации офисного пространства. Делится на мебель для персонала и руководителя.
- Офисный стол — делится на 4 отдельных понятия: стол для руководителя, стол для совещаний, стол для персонала и стол приставной.
- Тумба для офиса — невысокая тумба, располагающаяся под рабочим столом или рядом с ним и используемая для хранения текущих документов, небольших канцелярских принадлежностей, личных вещей или размещения офисной техники. Выделяют подвесные, приставные, мобильные (или выкатные) тумбы, а также тумбы под оргтехнику.
- Шкаф для офиса — один из главных и габаритных объектов офисной мебели, который предназначен для складирования и хранения документации, справочной литературы и канцелярских принадлежностей. Высота полок офисного шкафа больше или равна высоте формата А4. Изготавливаются офисные шкафы из древесины, ЛДСП, МДФ, пластика, металла или стекла.
- Стол для совещаний (заседаний или переговоров) — стол, изготовленный в форме овала, круга, прямоугольника или имеющий другую форму, предназначенный для размещения нескольких людей при принятии коллективных решений. В случае необходимости, стол для совещаний монтируется из нескольких сегментов.
- Офисная перегородка — каркасная стационарная либо мобильная конструкция, выполняющая функцию стены и делящая офисное помещение на индивидуальные рабочие зоны. Офисные перегородки могут быть изготовлены из ДСтП, стекла, алюминия и др. материалов, дающих дизайнерам простор для творчества.
- Ресепшн — ресепшн либо стойка ресепшн, конструкция предназначенная для приёмной зоны офиса. Ресепшн может быть нескольких видов и моделируется под каждое помещение индивидуально. Форма ресепшн может быть прямоугольная, закруглённая. Изготавливаются стойки ресепшн из ЛДСП, МДФ, пластик, перфорированный металл, искусственный камень, стекло.

## Новинки в мире офисного интерьера

### Open Space
Open Space (открытое пространство) — концепция, демонстрирующая идею демократичного офиса, открытого как в интерьерном отношении, так и в плане внутриофисных коммуникативных связей. Open Space появилась сравнительно недавно в противовес классической кабинетно-коридорной системе и представляет собой новую организацию делового пространства, в котором капитальные стены заменены стационарными и мобильными офисными перегородками.

### Акустические дизайнерские решения
Акустические дизайнерские решения — архитектурные формы, с помощью которых офисное пространство приобретает не только неповторимую индивидуальность, но и акустический комфорт. Это могут быть потолочные и настенные плиты необычной формы из различных материалов.

### Front-office и back-office
Front-office и back-office — разделение офисного пространства на 2 основные функциональные зоны. Front-office выполняет представительскую функцию и предназначен для потенциальных клиентов. Эта зона включает сектор ожидания, в отделке которого воплощен оригинальный дизайн и использованы дорогостоящие материалы. Back-office как правило выполнен в спартанском стиле и не предназначен для глаз посетителей. Back-office может включать в себя небольшую кухню для сотрудников.

### Аква-перегородка
Аква-перегородка — офисная конструкция, значительная часть которой представляет собой аквариум. Для монтажа подобной конструкции, в специальных балках закрепляется настоящий аквариум, а затем дополняется недостающими деталями, формирующими саму перегородку.

### Потолки-фрагменты
Потолки-фрагменты производятся из твердого минераловолокна или металла, и имеют вогнутую либо выпуклую форму. Монтируются потолки-фрагменты под различным углом и на любой высоте. Наряду со звукопоглощающими свойствами, играют роль дополнительного декора в офисе.

## Стили офисного интерьера
Существует огромное количество интерьерных стилей и их комбинаций. На сегодняшний день стиль, в котором будет решён офисный интерьер, зависит от предпочтений потребителя и его материальных возможностей. Основными стилями офисного интерьера являются: ар-деко, барокко, модерн, ампир, хай-тек, минимализм, конструктивизм, фьюжн и эклектика.
Классические стили офисного интерьера (ар-деко, барокко, модерн, ампир и др.) используют при оформлении офисов компаний, деятельность которых предусматривает наличие элегантной и строгой обстановки. Классика всегда актуальна и ассоциируется с деловым консерватизмом и добротной респектабельностью. Классический стиль оформления офисного интерьера не только подчёркивает социальную значимость и высокий финансовый статус компании, но и лидирует по уровню бюджетных затрат. Каждая единица мебели в классическом интерьере уникальна и изготавливается преимущественно из ценных пород древесины. Кабинет руководителя, выполненный в классическом стиле, подчёркивает высокий статус владельца и выполняет представительские функции.
Современные стили офисного интерьера (хай-тек, минимализм, конструктивизм и др.) являются оптимальным направлением для оформления офиса молодой независимой компании, руководство которой приветствует нестандартный дизайн, новые технологии и дерзкие решения. Современный стиль сегодня наиболее распространен, так как не только полностью отражает модные интерьерные тенденции, но и отличается относительно невысокими ценами. Офисная мебель в минималистском стиле — комфортна, практична и универсальна. В ней отсутствуют декоративные «излишества», присущие классике, а основным материалом выступает стекло, пластик и хромированные детали. Современный офисный интерьер может быть оформлен в космическом, футуристическом и любом другом направлении, а в роли визуального акцента как правило выступают инсталляции в стиле поп-арт.
Фьюжн и эклектика превращают офисное пространство в интерьерную зону, в которой стёрты все стилистические рамки. Путём смешения различных дизайнерских направлений, эти стили призваны подчеркнуть уникальность интерьерного проекта. Визуальный стилистический хаос на самом деле таковым не является, так как подчиняется законам комбинирования и смешения отдельных элементов интерьера, принадлежащих разным оформительским тенденциям. Фьюжн и эклектика требуют деликатного обращения, ибо в обратном случае высокая эстетика легко превратится в безвкусицу.

## Отделка офисной мебели
Отделка офисной мебели является немаловажным этапом производства. Поскольку мебель для офиса должна соответствовать определённым требованиям и стандартам качества, то и её внешним характеристикам уделяется огромное значение. Для отделки офисной мебели применяются исключительно высококачественные материалы натурального и искусственного происхождения. Все технологические этапы отделки производятся на современном оборудовании и на базе передовых технологий.
Отделка офисной мебели включает операции шпонирования, ламинирования и обтягивания с применением полимерной плёнки. Шпонирование, как правило, применяют в процессе производства офисной мебели, предназначенной для высшего руководящего звена. Технология ламинирования используется при отделке менее дорогостоящей офисной мебели, изготовленной из МДФ и ДСП. Вакуумные полимерные плёнки наносятся преимущественно на офисные мебельные объекты, имеющие нетрадиционную форму. К примеру, это может быть ромбовидный, овальный либо треугольный рабочий стол.
Декорирование мебели для кабинета руководителя осуществляется с применением дорогих отделочных материалов. Это могут быть как натуральная древесина и кожа, так и ударопрочное стекло. На сегодняшний день именно закалённое стекло стало преобладать в деловых апартаментах директоров компаний. Отдельные декоративные элементы, мебельные объекты, а то и весь гарнитур могут быть изготовлены из прозрачного или тонированного стекла.
При выборе мебели для персонала, следует помнить о том, что её отделка не должна «конфликтовать» с корпоративными цветами. Яркие расцветки фурнитуры отвлекают от рабочего процесса и способны стать косвенной причиной накалившейся обстановки в случае ссоры в коллективе. Модульные офисные перегородки, активно применяющиеся в зонировании делового пространства, могут быть изготовлены не только из глухих материалов, но и из стекла. Как правило, применяются комбинации различных материалов, а глухие сектора перегородки отделываются декоративными панелями, различными по текстуре и цвету.
Чаще всего, выбор отделки для офисной мебели диктуется условиями работы. Иными словами, в профессиональной деятельности персонала компании может преобладать как индивидуальная сосредоточенность, так и постоянная стимуляция к групповому «мозговому штурму».

## Уход за офисной мебелью
Чтобы офисная мебель выполняла своё прямое предназначение максимально долго, за ней следует ухаживать. Придерживаясь определённых правил ухода, пользователь сможет добиться того, что через определённый промежуток времени деловой интерьер не утратит первоначальной свежести поверхностей и яркости красок.
Каждый объект офисного интерьера сконструирован в расчёте на определённое функциональное предназначение, а поэтому любое отступление от целевого использования повлечет за собой преждевременную поломку механизмов и деформацию поверхностей.
Оптимальный температурный режим для офисной мебели — от +15 °C до +25 °C. Относительная влажность воздуха в помещении не должна превышать 65 %. Любое отклонение в ту или иную сторону приводит к снижению потребительских свойств мебели, а соответственно и к уменьшению срока её эксплуатации. Не рекомендуется также размещать офисную мебель под прямыми солнечными лучами и в непосредственной близости от систем отопления.
Уход за поверхностью корпусной мебели предусматривает применение специальных составов, ориентированных на чистку определённого покрытия. Прежде, чем работать с чистящим составом, необходимо изучить инструкцию. Запрещается использование абразивов, жестких мочалок и скребков. Лучшим моющим приспособлением считается фланелевая или замшевая ткань.
Промышленные средства для чистки стеклянных поверхностей не должны содержать метанола, формальдегида, фенола, так как они вредны для здоровья человека. Средство для таких поверхностей должно образовывать плёнку, которая защитит поверхность от пыли и грязи и добавит ей блеска.
Лучшим вариантом для этой проблемы уместно использование средств, которые будут содержать воск. Любая полироль или восстанавливающие масло с содержанием воска выравнивает повреждённую поверхность фасадов, лакирует её и продлевает её блеск. Воск проникает в мелкие трещинки царапины тем самым, возвращая мебели былой облик. Также можно использовать средство с красящим пигментом в зависимости от цвета фасада.
Полки офисных стеллажей и шкафов обычно выдерживают равномерно распределённый вес до 20 кг. Днище выдвижных ящиков рассчитано на статическую нагрузку в пределах 10 кг. Устойчивость шкафам придаёт полная загрузка в нижних секциях.
Со временем отдельные механические узлы и направляющие офисной мебели нуждаются в регулировке и смазке. Чтобы восстановить скользящие свойства направляющих реек, можно использовать парафин. Не стоит также забывать о том, что проведение своевременной профилактики зависит от следующих показателей: если прилагаемое для открытия дверей усилие превышает 3 кг; если ящик на обычных направляющих выдвигается с силой, превышающей 5 кг; если роликовые направляющие не позволяют выдвинуть ящик без усилия. Специалисты рекомендуют регулировать и подтягивать узлы мебельных соединений не менее 1 раза в году.
Немаловажным поводом к тщательному уходу за офисной мебелью может послужить и то, что безответственность в этом вопросе станет основанием для отказа в праве на гарантийный сервис.

## Рынок
С каждым годом мировой рынок офисной мебели непрерывно укрупняется. Особенно возрастают объёмы инвестиций за счёт крупных игроков. Повышается уровень предоставляемого потребителю сервиса. В итоге, по мнению экспертов, верхние позиции займет производитель, предложивший не только высокое качество и безупречный дизайн своей продукции, но и сопутствующий комплекс сервисных услуг: дизайн-проект, монтаж, установку и последующее обслуживание. Отечественный рынок офисной мебели, концентрация которого наблюдалась ранее преимущественно в Московской области и прилежащих регионах, постепенно уходит вглубь страны. Мировой же рынок офисной мебели становится все более открытым.

## Иллюстрации
- Стол XVII века
- Кабинет руководителя Барака Обамы
- Ортопедическое офисное кресло
- Стол с мраморной столешницей